# Teatr Syrena

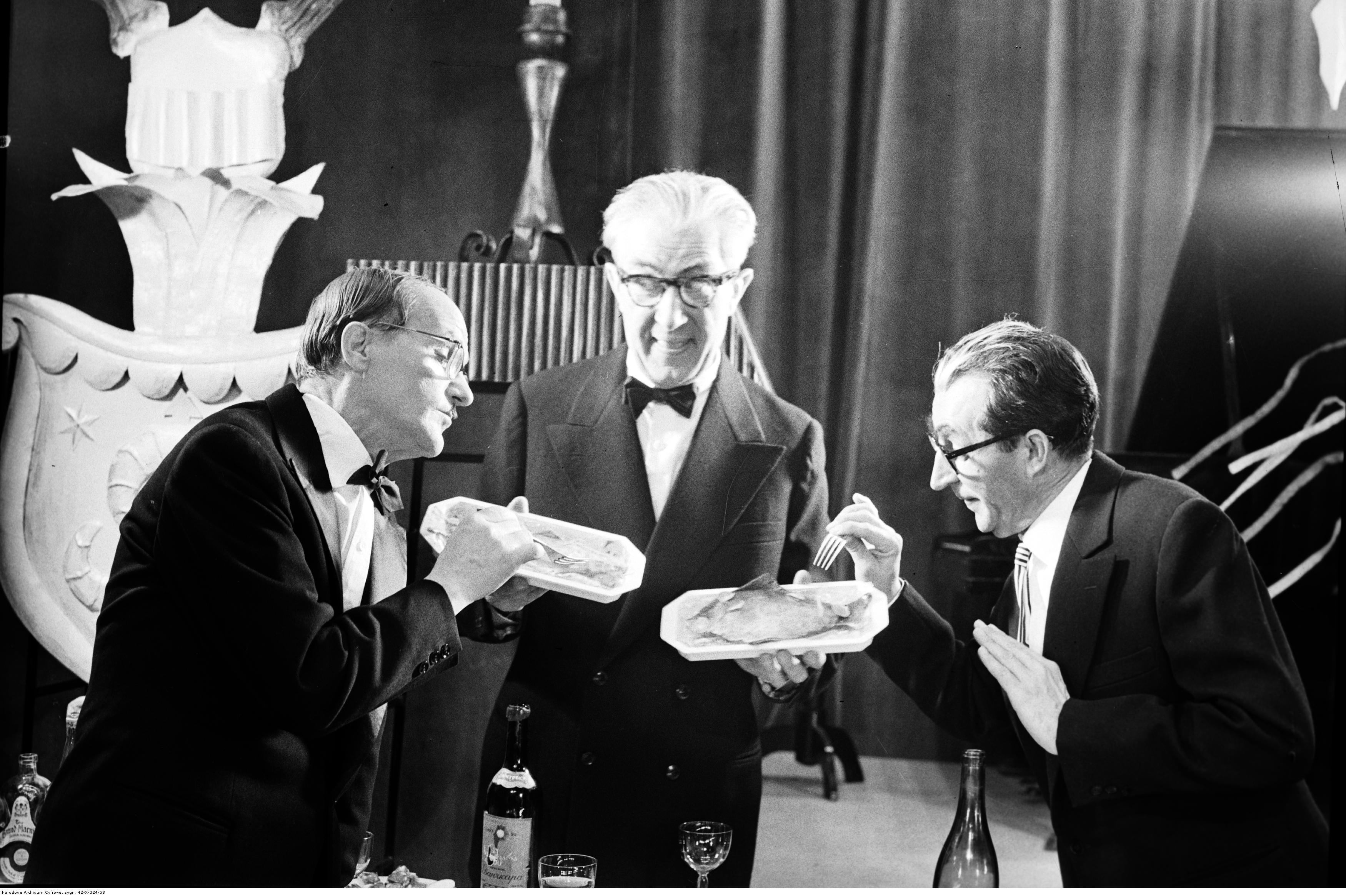
Wacław Jankowski, Stanisław Woliński i Rudolf Gołębiowski w przedstawieniu Maestro w Teatrze Syrena (1959)

Teatr Syrena – teatr muzyczny znajdujący się przy ul. Litewskiej 3 w Warszawie. Specjalizuje się w rewiowo-satyrycznym repertuarze, a od 1997 również w spektaklach komediowych i muzycznych. Wystawiane są musicale (polskie wersje spektakli Broadwayu i West Endu oraz rodzimych twórców), a od 2009 także sztuki dramatyczne.

## Historia
Syrena została założona w Łodzi przez grupę artystów przedwojennego warszawskiego kabaretu, na czele z Jerzym Jurandotem, a jej pierwszymi aktorami byli: Adolf Dymsza, Edward Dziewoński, Stefania Górska, Stefania Grodzieńska, Alina Janowska, Ludwik Sempoliński i Czesław Skonieczny. Teatr zadebiutował 5 lipca 1945 sztuką Inne czasy.
Od 1945 Teatr przyjeżdżał do Warszawy na gościnne występy, korzystając z różnych sal po obu stronach Wisły. 11 grudnia 1948 Syrena zainaugurowała działalność w stałej siedzibie w stolicy, w budynku dawnej ujeżdżalni przy ul. Litewskiej 3. Pierwszą premierą w nowym miejscu były Nowe prorządki. W 1950 teatr został upaństwowiony.
Na deskach Syreny występowało także wielu piosenkarzy, m.in.: Stan Borys, Jerzy Połomski, Irena Santor, Izabela Trojanowska i Violetta Villas.
W latach 1958–1971 kierownikiem muzycznym Teatru Syrena był Wiktor Osiecki.

## Dyrektorzy
Lista na podstawie źródła.
- Jerzy Jurandot (1945–1950)
- Kazimierz Rudzki (1950–1953)
- Janusz Warnecki (1954–1955)
- Jerzy Jurandot (1955–1957)
- Czesław Szpakowicz (1957)
- Kazimierz Krukowski (1957–1962)
- Józef Słotwiński (1962)
- Zdzisław Gozdawa i Wacław Stępień (1962–1978)
- Witold Filler (1978–1990)
- Zbigniew Korpolewski (1991–1997)
- Barbara Borys-Damięcka (1997–2008)
- Wojciech Malajkat (2009–2014)
- Jakub Biegaj (2014–2017)
- Jacek Mikołajczyk (2017–2019)
- Monika Walecka (od 2020)[7]